# 蒙博宗
蒙博宗（法語：Montbozon，法語發音：[mɔ̃bozɔ̃]）是法国上索恩省的一个市镇，属于沃苏勒区。

## 地理
蒙博宗（47°27'58"N, 6°15'32"E）面积8.63 平方千米，位于法国勃艮第-弗朗什-孔泰大區上索恩省，该省份为法国东部内陆省份，北起顺时针与孚日省、贝尔福地区省、杜省、汝拉省、科多尔省和上马恩省接壤。
与蒙博宗接壤的市镇（或旧市镇、城区）包括：丰特努瓦莱蒙博宗、阿维莱、蒙塔涅-塞尔维涅、蒙蒂桑、卢朗-韦尔尚、莫桑、奥尔默南、蒂耶南。

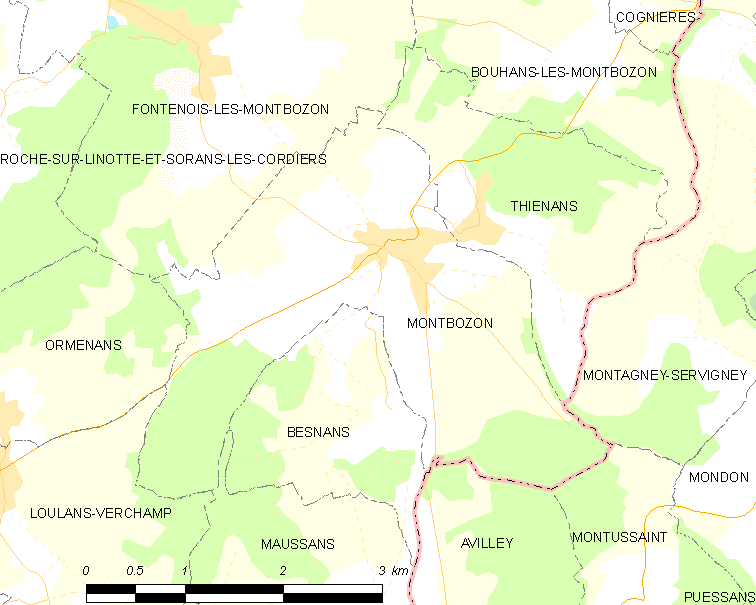
蒙博宗的OSM定位图

蒙博宗的时区为UTC+01:00、UTC+02:00（夏令时）。

## 行政
蒙博宗的邮政编码为70230，INSEE市镇编码为70357。

## 政治
蒙博宗所属的省级选区为里奥县。

## 人口

1962-2008年间蒙博宗人口变化图示

蒙博宗于2022年1月1日时的人口数量为545人。